# Fou sage

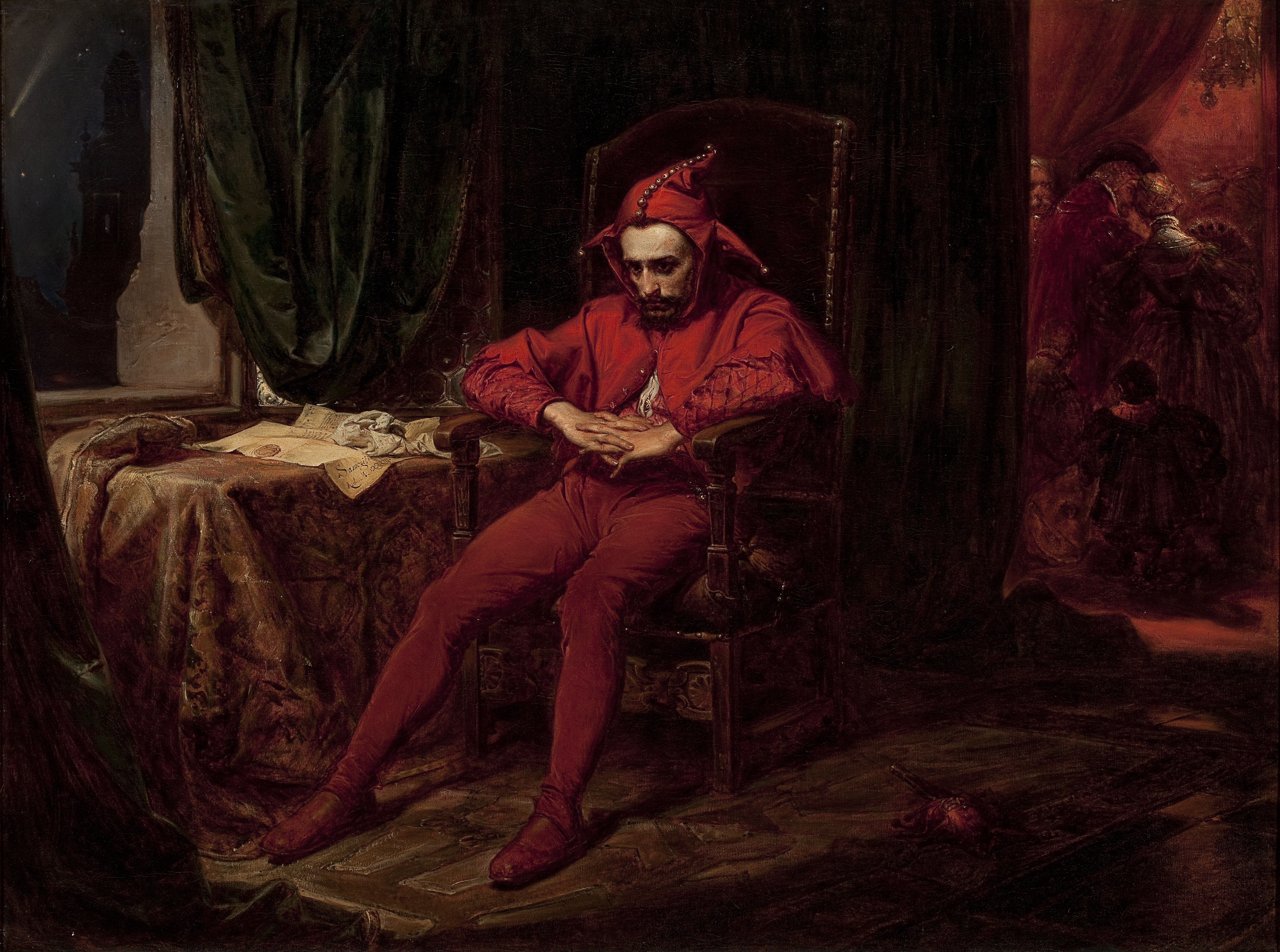
Le bouffon de la cour Stanczyk reçoit la nouvelle de la perte de Smolensk lors d'un bal à la cour de la reine Bona (Matejko, 1862). Entouré de courtisans joviaux, le bouffon est ironiquement le seul troublé que les Russes conquièrent la Pologne.

Le fou sage, ou la sagesse du fou, est une forme de paradoxe littéraire dans laquelle, à travers un récit, un personnage reconnu comme fou en vient à être vu comme un spectateur de la sagesse. Trope reconnaissable trouvé dans les histoires et les œuvres d'art de l'Antiquité au XXIe siècle, la sagesse du fou capture souvent ce que l'intellectualisme ne parvient pas à éclairer sur le sens ou la signification d'une chose ; ainsi, le fou sage est souvent associé à la sagesse trouvée par la foi aveugle, le désir téméraire, la romance sans espoir et l'abandon sauvage, mais aussi la tradition sans compréhension et la sagesse populaire.
À son tour, le fou sage est souvent opposé à la connaissance savante ou élitiste. Alors que des exemples du paradoxe peuvent être trouvés dans un large éventail de la littérature mondiale ancienne, des œuvres gréco-romaines aux traditions orales de la culture populaire, le paradoxe a reçu une attention sans précédent de la part des auteurs et des artistes à la Renaissance. Plus que Shakespeare pour sa gamme de sages clownesques ou Cervantès pour son génie fou Don Quichotte, l'érudit du XVIe siècle Érasme est souvent crédité d'avoir créé le fou sage définitif et le paradoxe le plus célèbre de la littérature occidentale à travers sa représentation de Stultitia, la déesse de folie. Influente sur tous les imbéciles ultérieurs, elle montre les manières insensées des sages et la sagesse des imbéciles en prononçant son propre éloge funèbre, Éloge de la folie.

## Caractéristiques

Ivar Nilsson dans le rôle du fou dans une mise en scène de 1908 du Roi Lear au Royal Dramatic Theatre de Suède

Dans son article La sagesse du fou, Walter Kaiser illustre que les noms et les mots variés que les gens ont attribués aux vrais fous dans différentes sociétés, lorsqu'ils sont mis ensemble, révèlent les caractéristiques générales du fou sage en tant que construction littéraire : le bête ( μάταιος, inanis, imbécile), stupide (μῶρος, stultus, idiot, bouffon), faiblard (imbécile, dotard), et incompréhensible (ἄνοος, ἄφρων in-sipiens) ; qu'il est différent des hommes dits normaux (idiot) ; qu'il est soit inarticulé ( Tor ), soit babille de façon incohérente (fatuus), et qu'il se livre à des réjouissances bruyantes (buffone) ; qu'il ne connaît pas les codes de la bienséance (ineptus) et aime se moquer des autres (Narr) ; qu'il agit comme un enfant (νήπιος) ; et qu'il a une simplicité naturelle et une innocence de cœur (εὐήθης, naturel, niais, inexpériménté).
Alors que la société réprimande les maniaques violents, destinés à être enfermés dans des prisons ou des asiles, l'imbécile inoffensif reçoit souvent des faveurs et des avantages de l'élite sociale. Apparemment guidé par rien d'autre que l'instinct naturel, le sot n'est pas censé saisir les conventions sociales et jouit donc d'une relative liberté, en particulier dans sa liberté d'expression. Cette dynamique de pouvoir inhabituelle est illustrée par le fou du roi Lear de Shakespeare, qui travaille à la cour royale et reste le seul personnage que Lear ne punit pas sévèrement pour avoir dit ce qu'il pensait du roi et de ses situations précaires. Cette capacité à être téméraire, honnête et libre avec le langage a grandement contribué à la popularité du sage dans l'imaginaire littéraire.
Sam Keen, Apologie de Wonder  : « Traiter un homme d'imbécile n'est pas nécessairement une insulte, car la vie authentique a souvent été décrite sous la métaphore de l'imbécile. Dans des personnages tels que Socrate, le Christ et l'Idiot de Dostoïevski, nous voyons que la folie et la sagesse ne sont pas toujours ce qu'elles semblent être. »

## Histoire

### Antiquité
L'emploi et la profession du fou ont joué un rôle important dans le monde antique. Les auteurs grecs anciens Xénophon et Athénée ont écrit sur des hommes normaux embauchés pour se comporter comme des imbéciles et des clowns fous tandis que les auteurs romains Lucian et Plaute ont laissé des traces de puissants Romains qui abritaient des bouffons déformés célèbres pour leur insolence et leur folie effrontée. Platon, sous l'apparence de Socrate, fournit un premier exemple de la sagesse du fou dans La République à travers la figure d'un prisonnier évadé dans L'Allégorie de la Caverne. Le prisonnier évadé, qui fait partie d'un groupe emprisonné depuis sa naissance, revient pour libérer ses codétenus mais est considéré comme un fou dans ses tentatives de convaincre ses amis enchaînés d'un monde plus grand au-delà de la grotte.

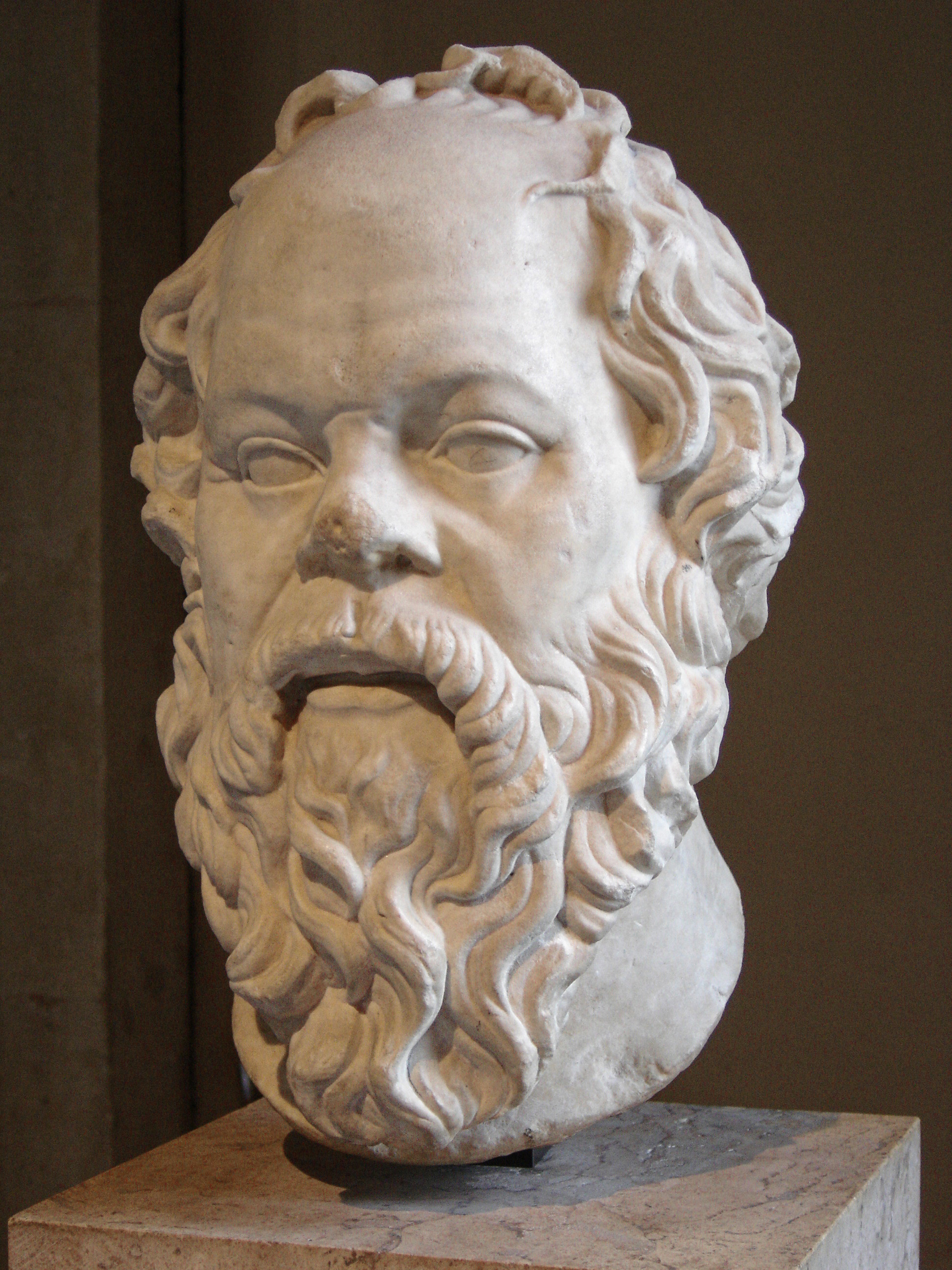
Le sage fou de la Grèce antique. Portrait de Socrate (art romain, Ier siècle, Musée du Louvre).

De nombreux érudits ont longtemps considéré Socrate comme le plus sage des imbéciles de l'antiquité classique. À travers ce qui allait être qualifié d'ironie socratique, le philosophe était connu pour ridiculiser les gens qui prétendaient être sages en prétendant être lui-même un imbécile ignorant. Son nom porte également une forte association avec le paradoxe socratique, « Je sais que je ne sais rien. », une déclaration qui en est venue à l'encadrer dans l'oxymoron du connaisseur ignorant. Dans l'Apologie de Platon, cette auto-admission d'ignorance conduit finalement l'oracle de Delphes à affirmer qu'il n'y a pas d'homme avec une plus grande sagesse que Socrate.

### Médiéval
Le fou sage s'est manifesté le plus souvent tout au long du Moyen Âge en tant que figure religieuse dans les histoires et la poésie. Au cours de l'âge d'or islamique (environ 750 - 1280 CE), tout un genre littéraire s'est formé autour de rapports sur les « fous intelligents ». Un livre en particulier, Kitab Ugala al-majanin, d'an-Naysaburi, auteur musulman de l'époque abbasside, raconte la vie de nombreux hommes et femmes reconnus de leur vivant comme des « fous sages ». Des variations folkloriques de fous, perdus entre sagesse et folie, apparaissent également tout au long du classique le plus durable de l'époque, Les Mille et Une Nuits . Buhlil le fou, également connu sous le nom de Lunatic of Kufa et Wise Buhlil, est souvent considéré comme le prototype du sage fou à travers le Moyen-Orient. Nasreddin était un autre « imbécile sage » bien connu du monde islamique.
Le fou pour l'amour de Dieu était une figure qui est apparue à la fois dans le monde musulman et chrétien. Portant souvent peu ou pas de vêtements, cette variante du saint fou renoncerait à toutes les coutumes et conventions sociales et feindrait la folie afin d'être possédée par l'esprit de son créateur,. Au XIIe siècle en France, une telle simulation a conduit à la Fête des Fous, une célébration au cours de laquelle le clergé était autorisé à se comporter comme des imbéciles sans inhibition ni retenue. Pendant les croisades, le Christ a été reconnu comme une figure de « sage fou » à travers ses enseignements enfantins qui ont pourtant confondu l'élite puissante et intellectuelle. De nombreux autres écrivains de cette période ont exploré ce paradoxe théologique du sage insensé en Christ, soutenant le trope jusqu'à la Renaissance.

### Renaissance

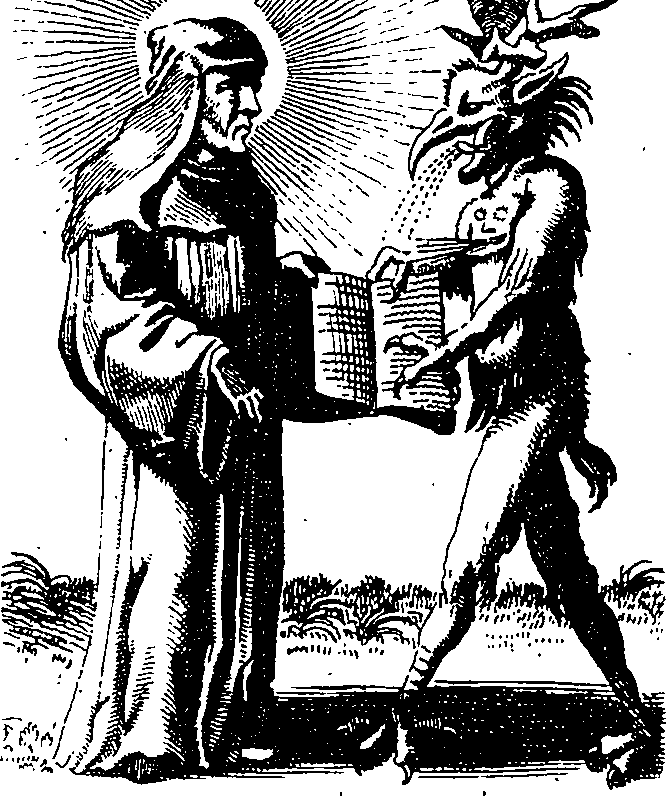
Erasmus et Stultitia, la déesse de la folie, sont unis par la littérature. Gravure de W. Kennet, feu Lord Bishop de Peterborough. Basé sur les dessins du peintre Hans Holbeine.

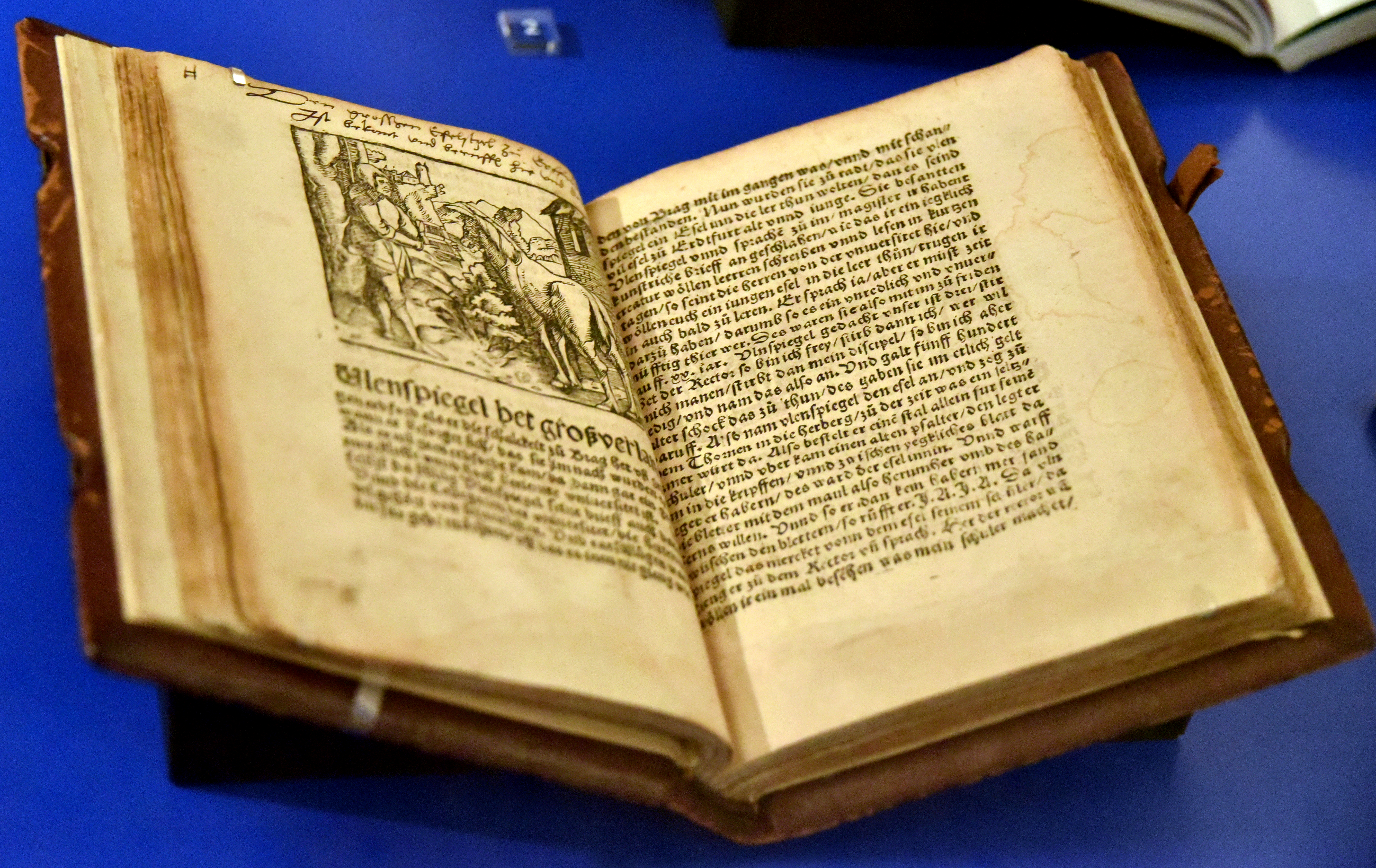
La 1ère édition allemande sur la vie du fou sage, Till Eulenspiegel, Von vlenspiegel Eins bauren, 1531 CE, Allemagne

Le fou sage a reçu une énorme popularité dans l'imagination littéraire au cours des Renaissances italienne et anglaise. Dans l'éloge Moriae d'Erasmus, [L'éloge de la folie], écrit en 1509 et publié pour la première fois en 1511, l'auteur dépeint Stultitia, la déesse de la folie, et une sage imbécile elle-même, qui demande ce que signifie être imbécile et met en avant un argument éhonté faisant l'éloge de la folie et prétendant que tous les gens sont des imbéciles d'une sorte ou d'une autre. Selon le savant Walter Kaiser, Stultitia est : « la création insensée de l'homme le plus savant de son temps, elle est l'incarnation littérale du mot oxymoron, et dans sa sagesse idiote, elle représente la plus belle floraison de cette fusion de la pensée humaniste italienne et du nord, piété qu'on a appelé l'humanisme chrétien.  ».
Dans le même temps, Shakespeare a grandement contribué à populariser le sage fou dans le théâtre anglais en incorporant le trope dans une variété de personnages dans plusieurs de ses pièces. Alors que les premières pièces de Shakespeare dépeignent largement le fou sage en termes comiques comme un bouffon, les pièces ultérieures caractérisent le fou sous un jour beaucoup plus mélancolique et contemplatif. Par exemple, dans King Lear , le fou devient le seul capable de dire la vérité au roi et assume souvent le rôle de révéler la nature tragique de la vie à ceux qui l'entourent. Pour Shakespeare, le trope est devenu si bien connu que lorsque Viola dit du clown Feste dans Twelfth Night, : « Ce type est assez sage pour jouer le fou. » (III.i.60), son public l'a reconnu comme une convention populaire.
De nombreux autres auteurs ont rendu des interprétations du fou sage à travers les XVIe et XVIIe siècles, de Hans Sachs à Montaigne. L'image du fou sage se retrouve également dans de nombreuses œuvres d'art de la Renaissance par une gamme d'artistes dont Breughel, Bosch et Holbein le Jeune. En Espagne, le roman Don Quichotte de Cervantès illustre le monde du fou sage à la fois par son personnage principal et par son compagnon, Sancho Panza.

## Exemples dans la littérature et le cinéma modernes
- Patchface, des romans A Song of Ice and Fire de George RR Martin : un fou du roi Stannis Baratheon qui était le seul survivant d'un naufrage qui a tué les parents de Stannis. En conséquence, il est apparemment devenu fou et fait des déclarations apparemment absurdes. Cependant, ses propos semblent prophétiser des événements marquants de la série, comme les Noces Rouges[17].
- Gaston Bonaparte, du roman de 1959 de l'écrivain japonais Shusaku Endo Wonderful Fool : le protagoniste Bonaparte est dépeint comme un parent de Napoléon Bonaparte qui visite le Japon. Il se fraye un chemin à travers les ennuis en ignorant naïvement ou en ne comprenant pas une série de problèmes et d'attaques, mais laisse ses amis japonais éclairés.
- Luna Lovegood dans la série Harry Potter[18].

Heimir le fou, dans le film The Northman, dit : « Assez sage pour être le fou. ».